# No Freedom
"No Freedom" là ca khúc do ca sĩ kiêm nhạc sĩ người Anh, Dido thể hiện. Ca khúc được phát hành vào ngày 18 tháng 1 năm 2013 dưới dạng đĩa đơn đầu tay từ album phòng thu thứ tư của cô, Girl Who Got Away (2013). Ca khúc được viết và sản xuất bởi Dido Armstrong và Rick Nowels, trong khi Rollo Armstrong có tham gia đồng sản xuất nó. "No Freedom" là một bản acoustic ballad, với hơi hướng của folk pop.
Lời bài hát nói về tính quan trọng của việc cho một người tự do trong một mối quan hệ. "No Freedom" nhận được nhiều phản ứng tích cực từ phía các nhà phê bình âm nhạc, khi tán dương phần âm thanh mượt mà, mộc mạc nhưng rất đẹp của bài hát. Ca khúc đđạt đến vị trí thứ 51 tại UK Singles Chart, cùng các bảng xếp hạng tại Bỉ, Pháp, Đức, Hà Lan và Thuỵ Sĩ.

## Bối cảnh sản xuất
"No Freedom" được viết và sản xuất bởi Dido và Rick Nowels, người trước đây tham gia hợp tác trong bản nhạc ăn khách, "White Flag" của cô, trong khi Rollo Armstrong tham gia đồng sản xuất nó. Ca khúc được viết lúc Dido đang mang thai đứa con trai đầu lòng của cô, Stanley và được thu âm ngay trước khi cô sinh Stanley. Cô thu ca khúc này ở Los Angeles, Hoa Kỳ tại phòng thu Rick Nowels và hoàn thành ca khúc tại nhà cùng với anh trai Rollo Armstrong của mình.
Trước lúc phát hành đĩa đơn, một đoạn nhạc từ bản phối lại của DJ COBRA bị tuồn lên Internet. Giai điệu của bản đó hoàn toàn khác so với bản gốc. Sau đó, Dido giải thích trên tài khoản Twitter của mình, DJ COBRA đưa nhầm bản thu thử phối lại cũ thay vì bản gốc.
Lời bài hát nói về một chuyện tình đau khổ. Theo Dido, lời bài hát còn có ý nghĩa nhiều hơn là chỉ ở tình yêu. Đoạn điệp khúc, "No freedom without love" nhận được nhiều phản hồi từ nhóm chống đối tại Syria. Dido có chia sẻ với BBC News sau khi phát hành đĩa đơn này, cô nhận được nhiều "lá thư từ những người đang ở giữa chiến tranh." Ca khúc là một bản folk pop, cùng với tiếng đàn guitar acoustic, có hơi hướng reggae và có tiết tấu trung hoà vào giọng mộng mị của Dido.

## Ý kiến chuyên môn
"No Freedom" nhận được nhiều nhận xét tích cực từ phía các nhà phê bình âm nhạc. Caroline Sullivan of The Guardian cho nhận xét rất tích cực, khẳng định "Phần guitar nhẹ nhàng, cùng phần tiết tấu trung và Dido chưa bao giờ nghe thật thơ thẩn đến thế..." Bernard Perusse của Montreal Gazette gọi nó "mộc mạc, nhưng đẹp đẽ." Elliot Robinson từ So So Gay viết ca khúc này đại diện cho cả album, gọi nó "bắt tai một cách dễ chịu và nhẹ nhàng một cách thú vị."
Chuck Campbell của Knoxville.com tán dương "sở trường của Dido trong các giai điệu bắt tai" và viết đây là một bài hát "mở đầu album mộc mạc, đậm chất acoustic, lôi được nhiều xúc cảm khi cô hát." Nick Levine của BBC Music gọi nó là "một bản đậm chất gây mê." Tim Ferrar của Recording Connection gọi nó là "một trong những bản dịu dàng nhất trong album."

## Diễn biến trên các bảng xếp hạng
Ngày 3 tháng 3 năm 2013, ca khúc mở đầu tại UK Singles Chart ở vị trí thứ 69 và leo lên 18 hạng để lên vị trí thứ 51 ở tuần tiếp theo. Ngày 10 tháng 3 năm 2013, ca khúc đi vào Swiss Singles Chart tại vị trí thứ 47 và tăng đến vị trí thứ 28 trong tuần tiếp theo. Ngày 16 tháng 3 năm 2013, ca khúc mở đầu tại French Singles Chart ở vị trí thứ 64. Ca khúc cũng vào German Singles Chart ở vị trí thứ 64, leo lên vị trí thứ 59 trong tuần tiếp theo. Tại Dutch Singles Chart, ca khúc leo lên vị trí 98 ngày 9 tháng 3 năm 2013, trước khi rơi xuống vị trí 100 trong tuần tiếp theo Ca khúc cũng được xếp hạng tại Bỉ.

## Video ca nhạc

### Bối cảnh
Video ca nhạc được phát hành trên YouTube ngày 4 tháng 3 năm 2013 với độ dài 3 phút 15 giây. Video ca nhạc được Ethan Lader làm đạo diễn và ghi hình ở Los Angeles vào ngày 9 tháng 12 năm 2012.

## Trình diễn trực tiếp
Trong tháng 2 năm 2013, cô trình bày ca khúc này trực tiếp trong chương trình talk show đêm khuya của Mỹ Jimmy Kimmel Live!, cô cũng trình diễn luôn ca khúc "White Flag". Ngày 1 tháng 3 năm 2013, cô có trình diễn ca khúc này trực tiếp trên chương trình talkshow Skavlan. và tại This Morning ngày 7 tháng Ba.

## Danh sách bài hát
| Tải nhạc số | Tải nhạc số                                    | Tải nhạc số |
| STT         | Nhan đề                                        | Thời lượng  |
| ----------- | ---------------------------------------------- | ----------- |
| 1.          | "No Freedom"                                   | 3:18        |
| 2.          | "No Freedom" (Bản phối lại của Benny Benassi)  | 6:01        |
| 3.          | "No Freedom" (Bản phối lại của Tom Swoon)      | 5:48        |
| 4.          | "Quiet Times" (Acoustic Trực Tiếp, Abbey Road) | 3:09        |

## Những người thực hiện
- Sáng tác bởi Dido Armstrong và Rick Nowels
- Sản xuất bởi Rollo, Dido và Rick Nowels
- Phối khí bởi Ash Howes, Rollo và Dido
- Xây dựng và thu âm bởi Kieron Menzies
- Xây dựng kĩ thuật số bởi Mike Horner
- Thu âm bởi Richard Woodcraft
- Thu âm tại phòng thu RAK Studios, Luân Đôn, The Green Building, Santa Monica, Ark Studios
- Hát chính bởi Dido
- Guitar và keyboards bởi Rick Nowels
- Lên chương trình bởi Rollo
- Đảm nhận phần bộ gõ bởi UTRB
- Đảm nhận và chơi phần bộ dây bởi Davide Rossi
- Đảm nhận bởi Tom Coyne tại Sterling Sound

Phần này được ghi lại từ album Girl Who Got Away.

## Xếp hạng

### Xếp hạn tuần
| Bảng xếp hạng (2013)                   | Thứ hạng cao nhất |
| -------------------------------------- | ----------------- |
| Bỉ (Ultratop 50 Flanders)              | 43                |
| Bỉ (Ultratop 50 Wallonia)              | 18                |
| Pháp (SNEP)                            | 64                |
| Germany (Media Control Charts)         | 59                |
| Hà Lan (Single Top 100)                | 98                |
| Russia (Billboard)                     | 30                |
| South Korea (Gaon International Chart) | 30                |
| Thụy Sĩ (Schweizer Hitparade)          | 28                |
| UK Singles (Official Charts Company)   | 51                |

## Lịch sử phát hành
| Khu vực   | Ngày                | Định dạng               | Hãng đĩa                              |
| --------- | ------------------- | ----------------------- | ------------------------------------- |
| Úc        | 18 tháng 1 năm 2013 | Tải nhạc số             | Sony Music Entertainment, RCA Records |
| Bỉ        | 18 tháng 1 năm 2013 | Tải nhạc số             | Sony Music Entertainment, RCA Records |
| Pháp      | 18 tháng 1 năm 2013 | Tải nhạc số             | Sony Music Entertainment, RCA Records |
| Ấn Độ     | 18 tháng 1 năm 2013 | Tải nhạc số             | Sony Music Entertainment, RCA Records |
| Hoa Kỳ    | 18 tháng 1 năm 2013 | Tải nhạc số             | Sony Music Entertainment, RCA Records |
| Hoa Kỳ    | 20 tháng 2 năm 2013 | Hot AC radio            | RCA Records                           |
| Hoa Kỳ    | 20 tháng 2 năm 2013 | Đài phát thanh AC       | RCA Records                           |
| Hoa Kỳ    | 20 tháng 2 năm 2013 | Đài phát thanh Triple A | RCA Records                           |
| Áo        | 22 tháng 2 năm 2013 | Tải nhạc số             | Sony Music Entertainment              |
| Đan Mạch  | 22 tháng 2 năm 2013 | Tải nhạc số             | Sony Music Entertainment              |
| Phần Lan  | 22 tháng 2 năm 2013 | Tải nhạc số             | Sony Music Entertainment              |
| Đức       | 22 tháng 2 năm 2013 | Tải nhạc số             | Sony Music Entertainment              |
| Hà Lan    | 22 tháng 2 năm 2013 | Tải nhạc số             | Sony Music Entertainment              |
| Thuỵ Điển | 22 tháng 2 năm 2013 | Tải nhạc số             | Sony Music Entertainment              |
| Anh Quốc  | 24 tháng 2 năm 2013 | Tải nhạc số             | Sony Music Entertainment              |